# Zamek Lubowelski

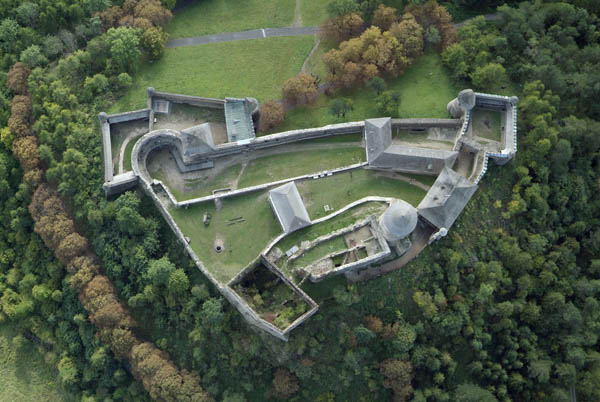
Zamek w Lubowli, widok z lotu ptaka (2010)

Zamek Lubowelski (słow. Hrad Ľubovňa lub Ľubovniansky hrad) – zamek we wschodniej Słowacji, obecnie w mieście Lubowla w kraju preszowskim, w historycznym regionie Spisz, wybudowany pod koniec XIII w. (pierwsza wzmianka z 1311 r.).
Obecnie częściowo jest trwałą ruiną, częściowo odbudowany. W zachowanych pomieszczeniach mieści się muzeum. W kaplicy zamkowej jest stała wystawa kopii polskich klejnotów koronacyjnych, których oryginały były tu przechowywane w czasach potopu szwedzkiego. Poniżej zamku znajduje się Muzeum Architektury Ludowej regionu spiskiego (skansen).

## Historia zamku
Budowę zamku na skalnym wzgórzu zlecił król Węgier Andrzej III. Powstał trzypiętrowy pałac (parter – magazyny, 1p – sala reprezentacyjna, 2p – komnaty mieszkalne) i stołp o ośmiu piętrach po stronie zachodniej. Nieco później po stronie wschodniej powstała kuchnia. 
Pomiędzy 1323 a 1342 r. zamek stał się własnością rodziny Drugethów.
8 listopada 1412 r. Zygmunt Luksemburski zastawił część ziemi spiskiej w tym zamek Lubowelski za pożyczkę u króla Polski Władysława Jagiełły w kwocie 37 tys. kop groszy praskich. Na zamku podpisano akt zastawu. Zamek stał się siedzibą zarządców zastawionego terytorium – starostów spiskich.
W 1476 r. starostwo spiskie obejmuje z przerwą na lata 1506-1522 polski ród szlachecki Kmitów. Do końca średniowiecza została wydrążona studnia w południowo-wschodniej części wzgórza zamkowego.
Do 1528 r. w związku z rosnącym zagrożeniem tureckim rozbudowano mury obronne zamku, a mieszkańcy Starej Lubowli zbudowali w ich wschodniej części okrągłą basztę nazywaną rondlem o trzech charakterystycznych strzelnicach armatnich.